# Іглвілл (Міссурі)
Іглвілл (англ. Eagleville) — селище (англ. village) в США, в окрузі Гаррісон штату Міссурі. Населення — 275 осіб (2020).

## Географія
Іглвілл розташований за координатами 40°28′7″ пн. ш. 93°59′9″ зх. д. / 40.46861° пн. ш. 93.98583° зх. д. (40.468725, -93.985963).  За даними Бюро перепису населення США в 2010 році селище мало площу 2,64 км², з яких 2,62 км² — суходіл та 0,02 км² — водойми.

## Демографія
Згідно з переписом 2010 року, у місті мешкало 316 осіб у 131 домогосподарстві у складі 81 родини. Густота населення становила 120 осіб/км².  Було 149 помешкань (57/км²).
Расовий склад населення:
| - 98,1 % — білих - 0,3 % — корінних американців - 0,3 % — чорних або афроамериканців |

До двох чи більше рас належало 1,3 %. Частка іспаномовних становила 1,6 % від усіх жителів.
За віковим діапазоном населення розподілялося таким чином: 27,8 % — особи молодші 18 років, 48,8 % — особи у віці 18—64 років, 23,4 % — особи у віці 65 років та старші. Медіана віку мешканця становила 40,0 року. На 100 осіб жіночої статі у місті припадало 91,5 чоловіків;  на 100 жінок у віці від 18 років та старших — 91,6 чоловіків також старших 18 років.
Середній дохід на одне домашнє господарство  становив 35 972 долари США (медіана — 32 000), а середній дохід на одну сім'ю — 42 205 доларів (медіана — 33 375). Медіана доходів становила 25 938 доларів для чоловіків та 24 375 доларів для жінок. За межею бідності перебувало 18,5 % осіб, у тому числі 15,9 % дітей у віці до 18 років та 11,3 % осіб у віці 65 років та старших.
Цивільне працевлаштоване населення становило 117 осіб. Основні галузі зайнятості: мистецтво, розваги та відпочинок — 26,5 %, освіта, охорона здоров'я та соціальна допомога — 18,8 %, роздрібна торгівля — 12,0 %, будівництво — 8,5 %.